# Sieliwanowo (Jakucja)
Sieliwanowo (ros. Селиваново) – wieś w Rosji, w Jakucji, w ułusie olokmińskim. W 2010 liczyła 590 mieszkańców.